# استرلینگ هالووی
استرلینگ هالووی (انگلیسی: Sterling Holloway؛ ۴ ژانویهٔ ۱۹۰۵ – ۲۲ نوامبر ۱۹۹۲) یک هنرپیشه، و صدا پیشه اهل ایالات متحده آمریکا بود. وی بین سال‌های ۱۹۲۶ تا ۱۹۸۶ میلادی فعالیت می‌کرد. او بیشتر با صداپیشگی برای شخصیت کارتونی وینی د پو شناخته می‌شود.

## گزیده فیلمشناسی

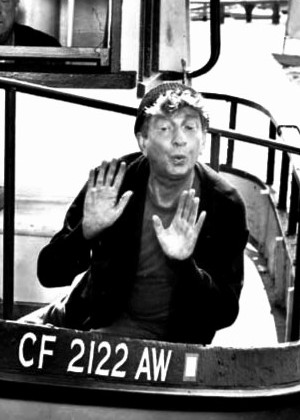

از فیلم‌ها یا برنامه‌های تلویزیونی که وی در آن نقش داشته‌است می‌توان به آثار زیر اشاره کرد.
- اندی گریفیت شو (۱۹۶۲)
- جزیره گیلیگن (۱۹۶۷)
- امور خانوادگی (۱۹۶۹)
- وینی د پو و روز پرسروصدا (۱۹۶۸)
- گولیاث ۲ (۱۹۶۰)
- لمبرت شیر ترسو (۱۹۵۲)
- عشق و حال مجانی (۱۹۴۷)
- پیتر و گرگ (فیلم ۱۹۴۶) (۱۹۴۶)
- جنایت دانلد (۱۹۴۵)
- سه کابالرو (۱۹۴۴)
- ماجراهای بسیار وینی پو (۱۹۷۷)
- گربه‌های اشرافی (۱۹۷۰)
- کتاب جنگل (فیلم ۱۹۶۷) (۱۹۶۷)
- بتمن (فیلم ۱۹۶۶) (۱۹۶۶)
- دنیای دیوانه، دیوانه، دیوانه، دیوانه (۱۹۶۳)
- آلاکازام بزرگ (۱۹۶۰)
- ماجراهای هاکلبری فین (فیلم ۱۹۶۰) (۱۹۶۰)
- آلیس در سرزمین عجایب (فیلم ۱۹۵۱) (۱۹۵۱)
- معدن موسیقی (۱۹۴۶)
- قدم زدن زیر آفتاب (۱۹۴۵)
- سه کابالرو (۱۹۴۴)
- بامبی (۱۹۴۲)
- نگاه کن چه کسی می‌خندد (۱۹۴۱)
- دامبو (۱۹۴۱)
- ملاقات با جان دو (۱۹۴۱)
- مردان کوچک (فیلم ۱۹۴۰) (۱۹۴۰)
- مواظب باش پروفسور (۱۹۳۸)
- پالم اسپرینگز (فیلم) (۱۹۳۶)
- آلیس در سرزمین عجایب (فیلم ۱۹۳۳) (۱۹۳۳)
- بی‌وفا (فیلم ۱۹۳۲) (۱۹۳۲)
- جنون آمریکایی (۱۹۳۲)